# George Hetzel

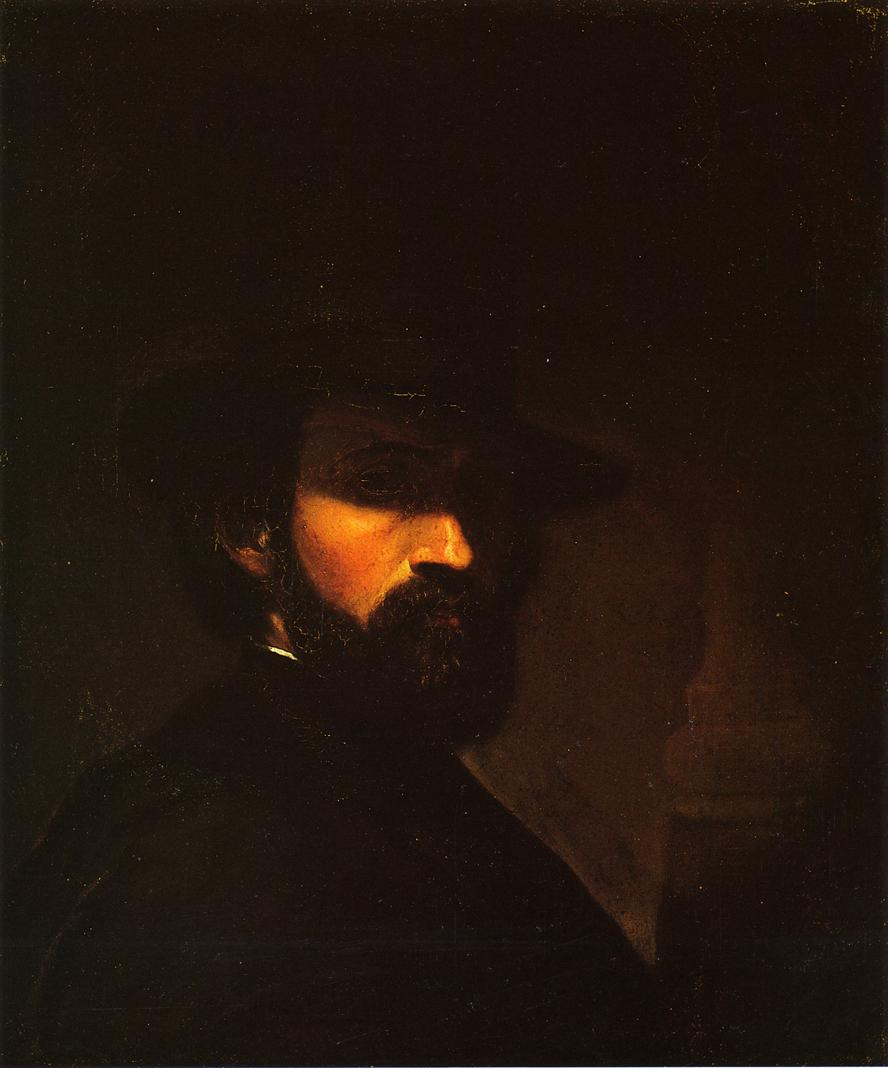
Selbstporträt, 1850

George Hetzel, auch Georg Hetzel (* 17. Januar 1826 in Hangviller, Département Moselle; † 4. Juli 1899 in Allegheny City bei Pittsburgh, Pennsylvania), war ein US-amerikanischer Landschafts-, Porträt- und Stilllebenmaler der Düsseldorfer Schule.

## Leben
Hetzel, eines von fünf Kindern des deutschsprachigen Ehepaars Georg Hetzel (* 1798) und Catharina Siegrist (* 1790), wurde in Lothringen geboren. Seine Familie wanderte in die Vereinigten Staaten von Amerika aus, als er zwei Jahre alt war. Dort ließ sie sich in Allegheny City nahe Pittsburgh (Pennsylvania) nieder, wo er die Schule besuchte und bei einem Schilder- und Dekorationsmaler in die Lehre ging. Nach der Lehre gestaltete er die Innenräume von Flussdampfern und Lokalen in Pittsburgh. Im Oktober 1847 schickte ihn sein Vater, der sein Talent erkannt hatte, nach Düsseldorf, wo Hetzel bis 1849 an der Kunstakademie studierte. Ein Mitschüler in dieser Zeit war der Deutschamerikaner Emil Foerster. Düsseldorfs Akademie war in jener Zeit eine der gefragtesten Ausbildungsstätten für amerikanische Maler in Europa. Auch der damals in Pittsburgh wirkende Maler Trevor McClurg, ein Freund des in Düsseldorf tätigen deutsch-amerikanischen Malers Emanuel Leutze, hatte dort studiert. Karl Ferdinand Sohn und Rudolf Wiegmann, vielleicht auch Johann Wilhelm Preyer, waren in Düsseldorf Hetzels Lehrer.
Nach seiner Rückkehr in die Vereinigten Staaten, die er wegen revolutionärer Ereignisse in Düsseldorf zeitlich vorgezogen hatte, malte er das Selbstporträt von 1850 in der Chiaroscuro-Technik, die das Markenzeichen vieler seiner Bilder war. In Pittsburgh eröffnete Hetzel in der Fourth Street ein Atelier. Ab den späten 1850er Jahren konzentrierte er sich auf die Landschaftsmalerei, wobei er im westlichen Pennsylvanien Szenen im Stil Asher Brown Durands malte. 1866 – in dieser Zeit war er ein Zeichenlehrer der Pittsburgh School of Design for Women – kam er auf einem Anglerausflug, den er mit dem Rechtsanwalt John Hampton und dem Maler Charles Lindford in die Allegheny Mountains unternahm, durch den Ort Scalp Level. Den Flecken und seine Umgebung fand er so malerisch, dass er im folgenden Sommer eine Gruppe von Künstlern und Freunden überzeugte, ihm dorthin zu folgen. In den nächsten Jahren etablierte sich der Ort als Sommerfrische und Kolonie der Scalp Level Painters, wozu Maler wie Clarence Johns, Jasper Lawman, Trevor McClurg, die Brüder Alfred S. Wall und William C. Wall, Charles Lindford, Joseph Woodwell, und später A. F. King, Martin B. Leisser, Horatio S. Stevenson, Lila B. Hetzel, George Layng, Olive Turney, A. Bryan Wall, Bessie Wall, John Wesley Beatty, E. A. Poole, Laura Rinehart, Agnes Way und Annie Henderson gehörten. Im Jahr 1881 kaufte der Industrielle Henry Clay Frick Hetzels Gemälde Woodland Stream und legte damit den Grundstein für die später berühmte Frick Collection. 1883 gründete Hetzel zusammen mit John Wesley Beatty die Pittsburgh Art school.
In Pittsburgh stellten die J. J. Gillespie & Wonderly Galleries seine Bilder aus. 1864 beschickte er die Great Sanitary Fair, die in der Old City Hall von Allegheny City stattfand, mit 27 seiner Gemälde. Zwischen 1865 und 1882 stellte er in der National Academy in New York City aus, bis 1891 auch an der Pennsylvania Academy of the Fine Arts. 1876 war er in Philadelphia auf der Centennial Exhibition vertreten, 1893 auf der World’s Columbian Exposition in Chicago, ab 1896 außerdem auf der Carnegie International in Pittsburgh. 1901, zwei Jahre nach seinem Tod, würdigte ihn das Carnegie Museum of Art in Pittsburgh mit einer Gedenkausstellung.

### Familie

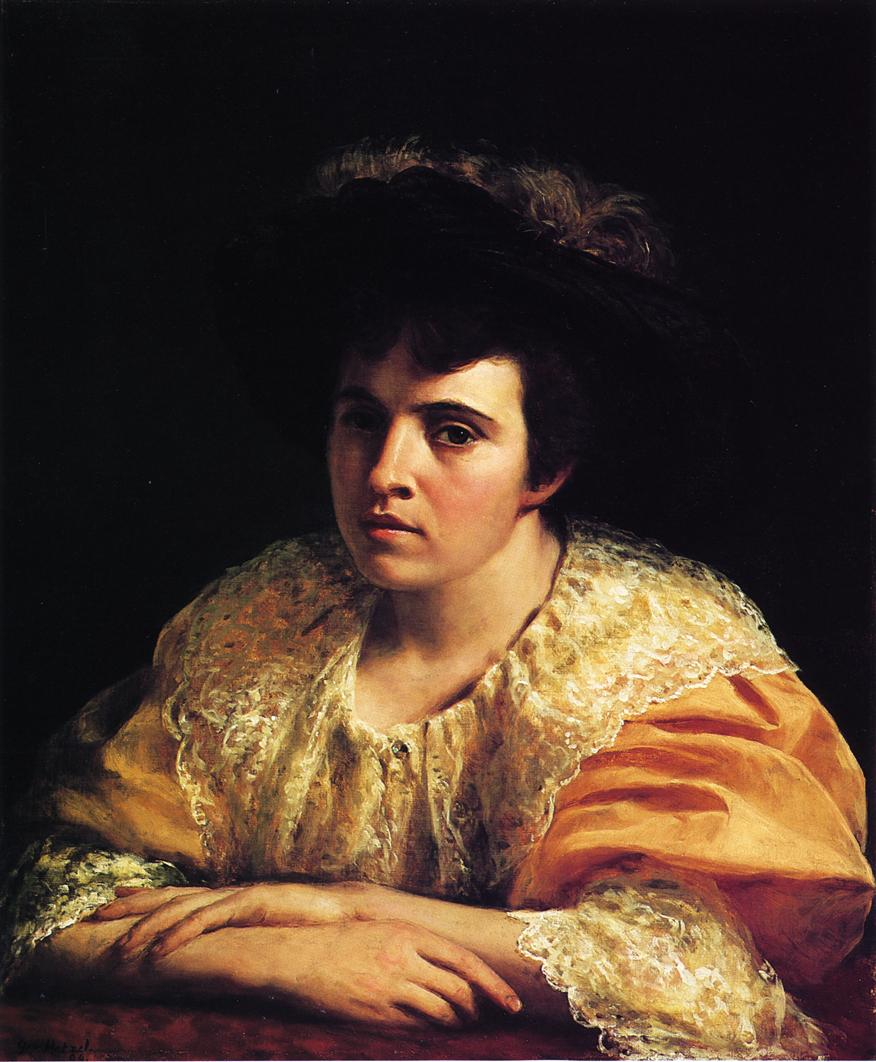
Porträt der Tochter Lisa B. Hetzel, 1894

1860 heiratete Hetzel Marie Louise Siegrist, ebenfalls das Kind lothringischer Einwanderer, in die er sich während einer Studienreise nach Lewistown (Pennsylvania) verliebt hatte. 1864 zogen sie von Allegheny City, wo sie zunächst bei Hetzels Eltern gelebt hatten, nach Sewickley (Pennsylvania). In Pittsburgh-Edgewood kaufte Hetzel 1870 ein Grundstück in der Washington Street, um ein zweigeschossiges Einfamilienhaus zu bauen. Dort gebar seine Frau nach den Söhnen James, Charles und Frank sowie der Tochter Ella als fünftes Kind Lila. Im Jahr 1880 kamen der 17-jährige Charles und die 14-jährige Ella Hetzel bei einem Eisenbahnunglück ums Leben. Lila Barr Hetzel (1873–1967) wurde später eine bekannte Malerin. 1910 war sie die Initiatorin der Associated Artists of Pittsburgh. Gegen den Wunsch ihres Vaters hatte sie an der Pittsburgh School of Design for Women Malerei studiert. Im April 1898 zog sie mit ihren Eltern und zwei Brüdern in ein Haus nahe Somerset (Pennsylvania), das als Hetzel Studio bekannt wurde. In jener Zeit entwickelte sich Somerset zu einer sommerlichen Künstlerkolonie.

## Werke (Auswahl)

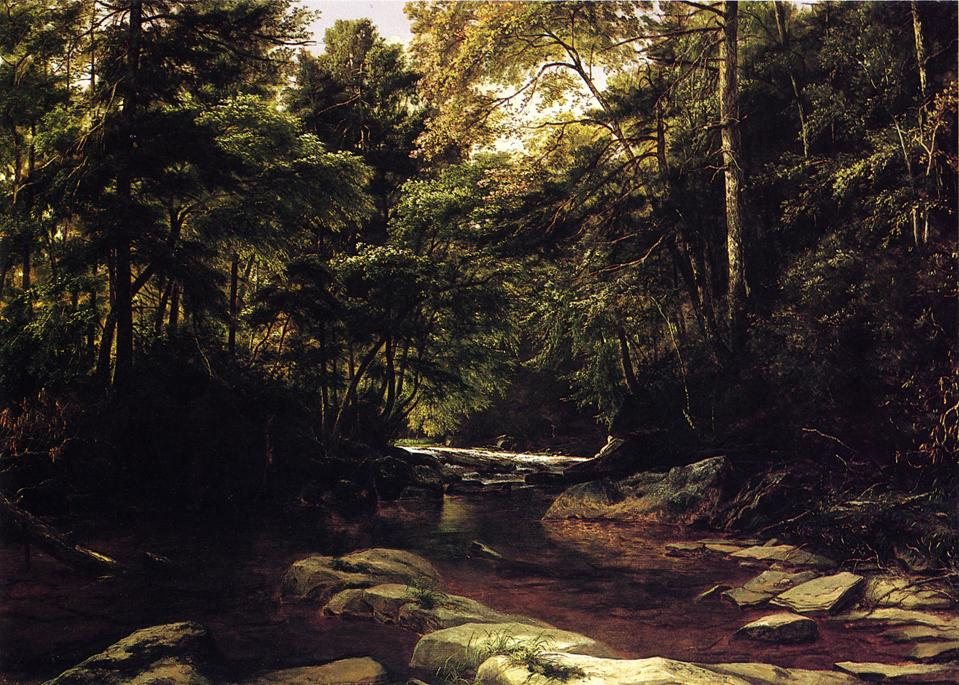
On the Conemaugh (Am Conemaugh), 1866

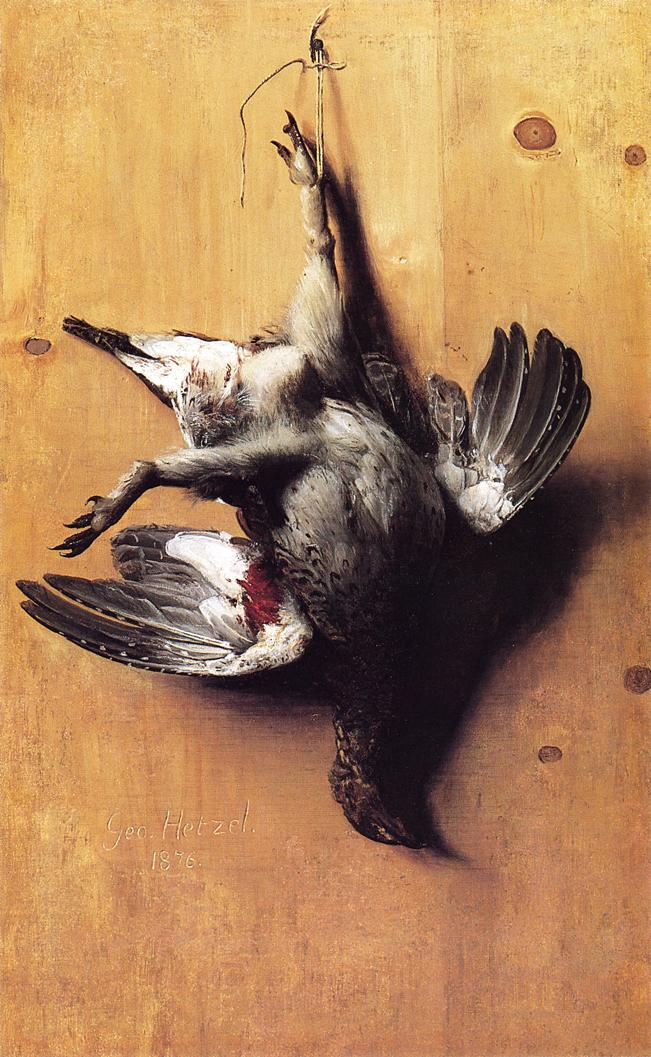
A Fowl Hanging on a Door (Geflügel, an einer Tür hängend), 1876

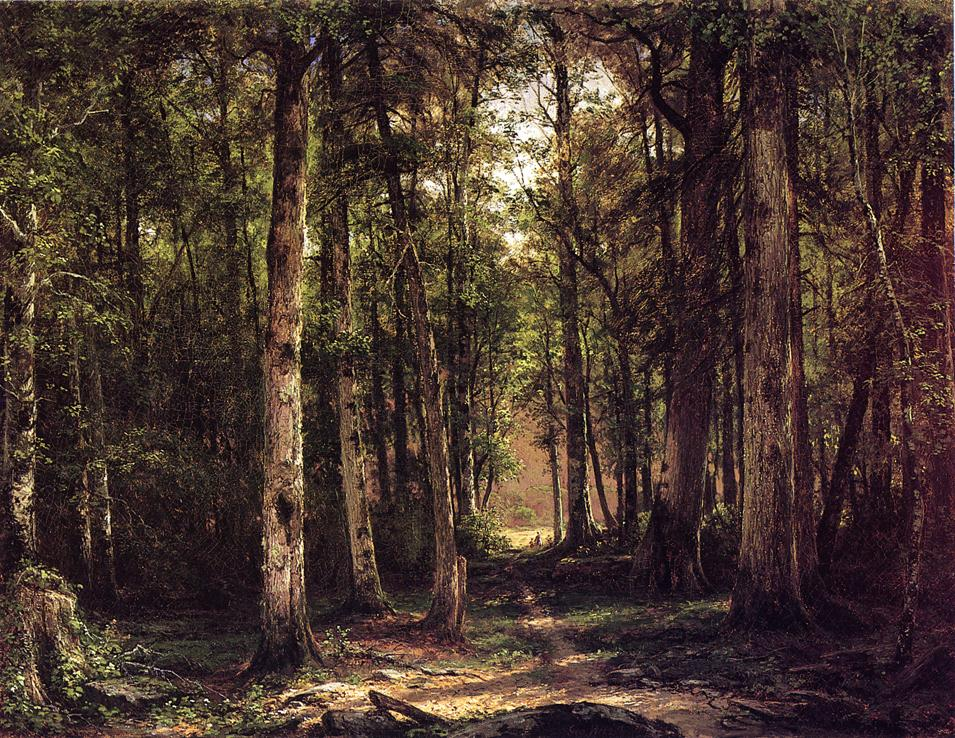
Forest Scene with Mother and Child (Waldszene mit Mutter und Kind), 1877

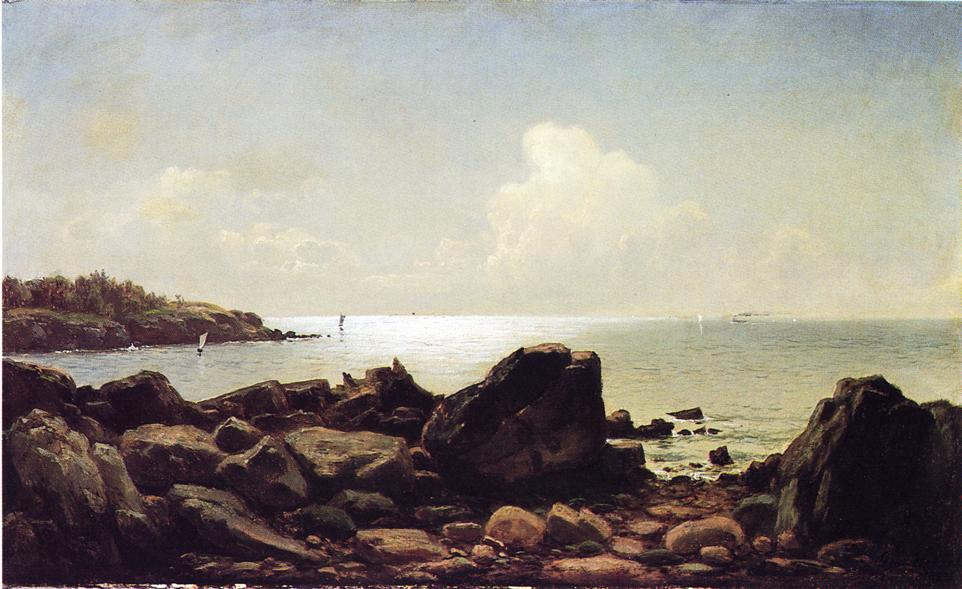
Rocky Inlet, Maine (Felsige Bucht in Maine), 1883

Während sein Frühwerk stark von der Düsseldorfer Malerschule und der Hudson River School beeinflusst war, prägten in späteren Jahren die Schule von Barbizon und der französische Impressionismus sein Schaffen.
- Selbstporträt, 1850
- Boy on a White Horse at Edge of Pond, um 1860
- Still Life with Trophy of Game, 1865
- On the Conemaugh, 1866
- Farm at Scalp Level, 1866 oder später
- Pennsylvania Mountain Stream, 1868
- Fishing Near Shade Run Furnace, 1869
- Boy Fishing in Mountain Stream, Mifflin County, 1869
- Rocky Gorge, 1869
- A River Landscape, um 1870
- Fishing on the Brandywine near Wilmington, 1872
- Pennsylvania Landscape, 1873
- Appalachian Landscape with Figure Carrying a Syche, 1875
- A Fowl Hanging on a Door, 1876
- Horseshoe Bend, um 1876
- Forest Scene with Mother and Child, 1877
- Farm with Grazing Cattle on the Conemaugh, 1879
- Woodland Stream, 1880[12]
- Rocky Inlet, Maine, 1883
- Hen and Drake Mallard, 1883/1884
- Corduroy Road, 1887
- Fishing on the Conemaugh, 1891
- Portrait of Lila B. Hetzel, 1894
- Portrait of Miss Helen Leslie Myers (Mrs. William Allen), 1894/1895